# Hábito coral

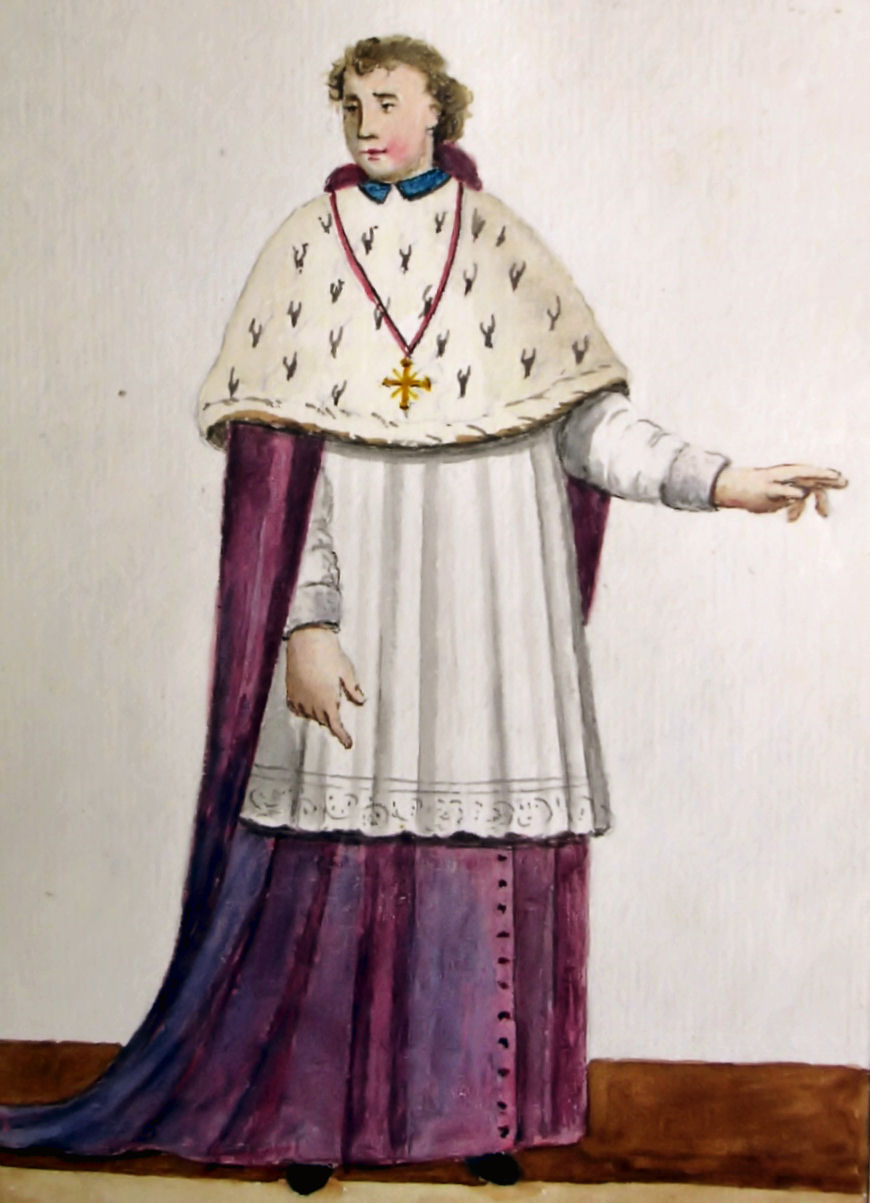
Obispo católico en hábito coral del.

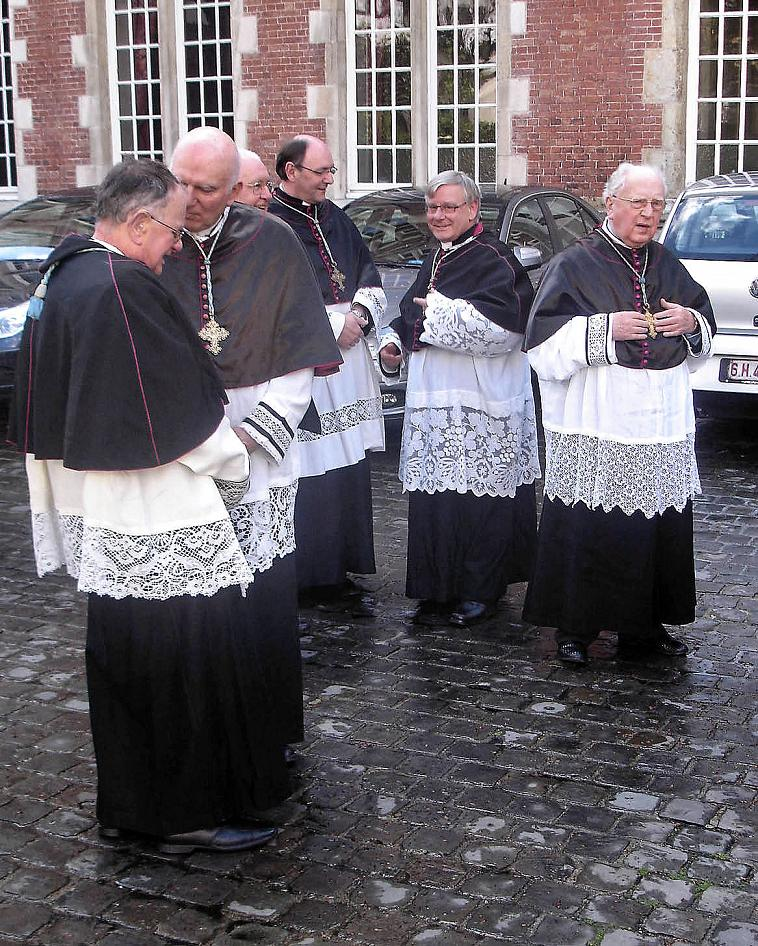
Canónigos católicos en hábito coral: sotana, roquete, muceta y cruz pectoral

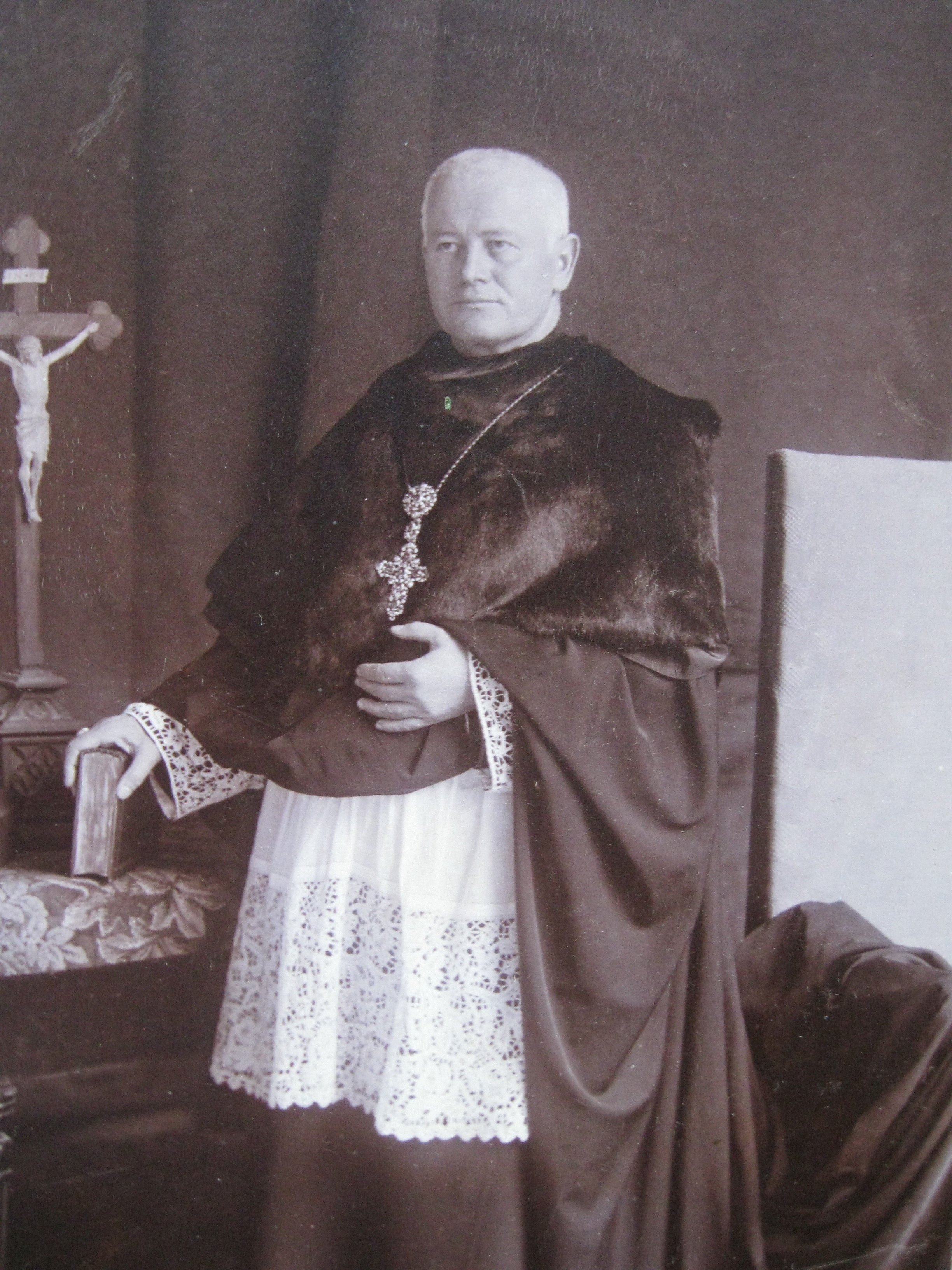
Benedictine abbade de Beuron in Habito

El hábito coral es la vestimenta que usan los clérigos dentro de la Iglesia cuando no están revestidos para celebrar un acto litúrgico.

## Hábito coral católico
El hábito coral de la Iglesia católica se usa durante cualquier acto litúrgico por parte de aquellos eclesiásticos que no celebran sino que asisten desde el coro, o ayudan como ministros inferiores. También lo usan los obispos y los cardenales cuando ingresan solemnemente en una iglesia o asisten a la liturgia sin celebrarla; lo viste frecuentemente el Papa, en muchas apariciones públicas en las que no celebra la liturgia, y también en las recepciones de jefes de Estado de países católicos.
Los componentes básicos son los siguientes:
- La sotana, con o sin faja eclesiástica, del color correspondiente al grado de la prelatura.
- Si la persona es de una orden religiosa que tiene su propio hábito (benedictinos, franciscanos, dominicos, etc), el hábito se usa en lugar de la sotana.
- La sobrepelliz, o el roquete si el eclesiástico es el papa, un cardenal, un prelado o un canónigo.
- el solideo, para aquellos que tengan derecho a usarlo y del color correspondiente.
- la birreta o bonete, para aquellos que tengan derecho a usarla y de los colores correspondientes.
- la muceta o el mantelete.
- la capa magna o capa coral, con su capirote en lugar de la muceta.

En el caso de algunos obispos y cardenales, el hábito coral puede ser su misma sotana negra (conocida como hábito talar) con ribetes, botonaduras y fajín morado, púrpura o rojo, y encima del roquete o sobrepelliz, suele usarse comúnmente con esclavina si toman posesión de alguna diócesis, si ellos son trasladados de su anterior diócesis a la que inicialmente fueron asignados o en ceremonias no eucarísticas como el tedeum. sin esclavina suele ser en procesiones y otras liturgias no eucarísticas. esto suele ser más común en obispos auxiliares de diócesis grandes, aunque de esa forma, deben usar con muceta del color correspondiente a su dignidad.
Es la vestimenta que usan los clérigos dentro de la iglesia cuando no están revestidos para celebrar un acto litúrgico, como ocurre cuando rezan el Oficio divino, participan de una Misa comunitaria o pontifical sin concelebrar o ingresan o se retiran de la iglesia. Toma su nombre del coro, nombre con que se conoce a aquella parte de la iglesia separada del presbiterio donde se ubica el clero que no participa directamente en la función litúrgica y que está dispuesta bien detrás del altar, bien en una sala lateral y contigua a éste. No se debe confundir esta vestimenta con el hábito de calle, el hábito piano ni con el traje civil extraordinario. 
|                                                                             |                                                            |                                                 |  |
| Papa.                                                                       | Cardenal.                                                  | Obispo.                                         |  |
|                                                                             |                                                            |                                                 |  |
| Prelados Superiores de la Curia Romana y Protonotario apostólico de numero. | Protonotario supernumerario Apostólico y Prelado de Honor. | Capellán de Su Santidad.                        |  |
|                                                                             |                                                            |                                                 |  |
| Sacerdote/Diácono/Seminarista.                                              | Canónigo (diseños-hombro variación de la capa).            | Canónigo (diseños-hombro variación de la capa). |  |

- Datos: Q1153342
- Multimedia: Choir dresses / Q1153342